# Heinrich Wilhelm Schaefer
Heinrich Wilhelm Schaefer (* 3. März 1835 in Bremen; † 31. März 1892 in Flensburg) war ein deutscher Klassischer Philologe und Gymnasiallehrer.

## Leben
Der Sohn des ordentlichen Lehrers an der Hauptschule zu Bremen Dr. Johann Wilhelm Schaefer (1808–1880) studierte nach Absolvierung dieser Schule von 1854 bis 1859 Klassische Philologie an den Universitäten zu Göttingen, Leipzig und Berlin. Nach der Promotion in Leipzig und der Lehramtsprüfung in Berlin absolvierte er das Probejahr am Friedrichswerderschen Gymnasium in Berlin. Von 1861 bis 1862 unterrichtete er an einer Privatschule in Bremen. Zum 20. Oktober 1862 wechselte Schaefer als ordentlicher Lehrer an das Gymnasium zu Insterburg in Ostpreußen, das 1860 von einer Lateinschule zu einem Gymnasium mit parallelen Realklassen umgewandelt worden war. 1870 wechselte Schaefer an das Gymnasium in Flensburg, wo er 1873 zum Gymnasialprofessor ernannt wurde. Er starb in der Nacht vom 30. zum 31. März 1892 an den Folgen eines Schlaganfalls.
Als Lehrer wie als Forscher verband Schaefer philologische und naturwissenschaftliche Interessen. Er veröffentlichte Studien zur antiken Kosmologie, Geographie und Alchemie sowie einige Artikel für Paulys Realenzyklopädie der klassischen Altertumswissenschaft (RE).

## Schriften (Auswahl)
- Entwicklung der Ansichten des Alterthums über Gestalt und Grösse der Erde. Insterburg 1868 (Schulprogramm)
- Die astronomische Geographie der Griechen bis auf Eratosthenes. Flensburg 1873 (Schulprogramm)
- Die Alchemie. Ihr ägyptisch-griechischer Ursprung und ihre weitere historische Entwicklung. Flensburg 1887 (Schulprogramm). Nachdruck Wiesbaden 1967